# Rüdiger Joswig

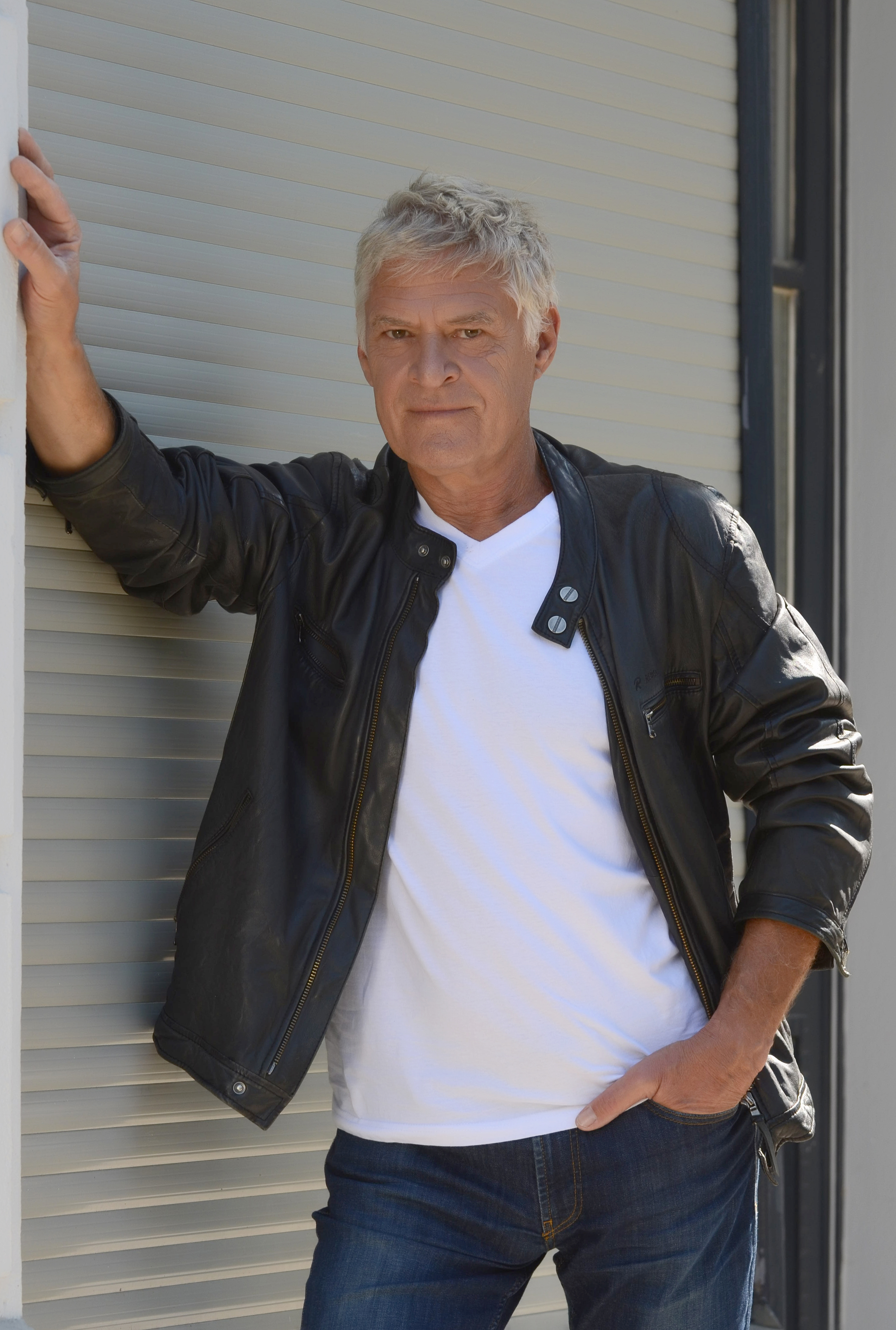
Rüdiger Joswig (2014)

Rüdiger Joswig (* 30. Mai 1949 in Anklam) ist ein deutscher Schauspieler und Synchronsprecher.

## Leben
Rüdiger Joswig absolvierte seine Schauspielausbildung an der Theaterhochschule Leipzig. Bis zu seiner Ausreise nach Westdeutschland nahm er neben seinen Theaterengagements, darunter am Staatstheater Cottbus, über 30 Rollen in Produktionen der DEFA und des DFF wahr. In seiner ersten großen Kinohauptrolle spielte er als Schauspielstudent in der Coproduktion von DDR und UdSSR Schwarzer Zwieback (Regie: Herbert M. Rappaport) den ehemaligen Kriegsgefangenen Kurt. Es folgten Kinozusammenarbeiten mit den Regisseuren Heiner Carow, Alexandra von Grote und Wolfgang Becker. Nach einem abgelehnten Ausreiseantrag erhielt Joswig im Jahr 1982 Berufsverbot in der DDR. 1987 konnte er dann nach Westdeutschland ausreisen.
Einem Millionenpublikum bekannt wurde Joswig vor allem durch seine Rolle als Kapitän Holger Ehlers in der Serie Küstenwache, die er von 1997 bis 2014 in 16 Staffeln spielte. Joswig erhielt Hauptrollen in internationalen Produktionen: in der italienischen Fernsehserie L‘Avvocato delle Donne (6 Folgen) und in der deutsch-italienischen Fernsehserie Thinking about Africa mit einjährigen Dreharbeiten in Simbabwe. Es folgten Gastrollen in Serien wie Tatort, Das Traumschiff, Alarm für Cobra 11 – Die Autobahnpolizei, SOKO München, Ein starkes Team und Rosamunde-Pilcher-Verfilmungen.

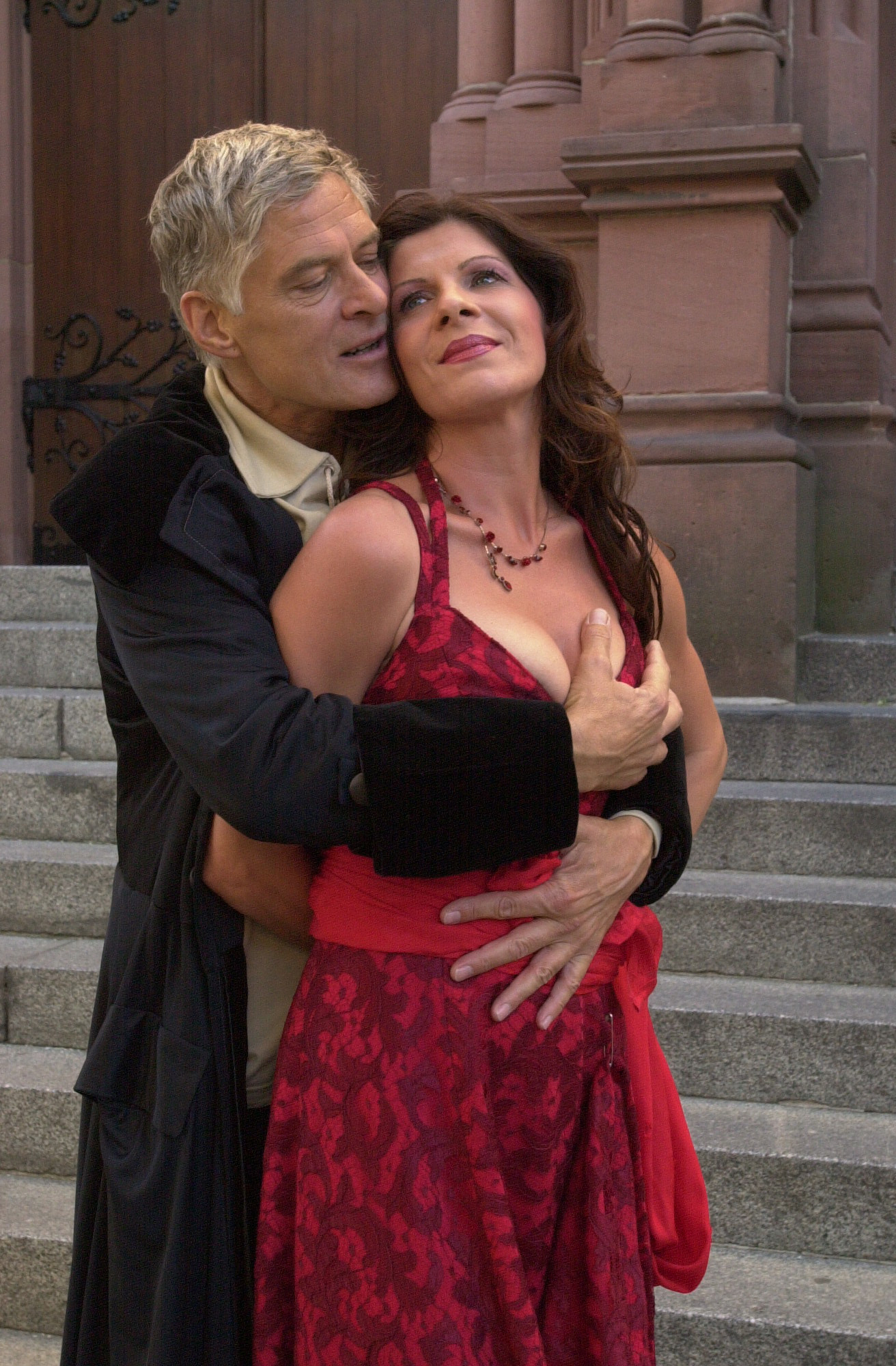
Rüdiger Joswig im Stück Jedermann mit seiner Ehefrau Claudia Wenzel

Zweimal spielte er den Jedermann, 2003 in Heppenheim und 2009 im Berliner Dom, 2014 am Berliner Ensemble Hochhuts Sommer 14. Im Jahr 2015 stand er in Shakespeares Sommernachtstraum, 2016 in Wanja und Sonja und Mascha und Spike von C. Durang und 2019/2021/2022 in Alle unter eine Tanne auf der Bühne.
Als Synchronsprecher lieh Joswig seine Stimme unter anderem Tom Berenger, Gary Oldman und Michael York.
Joswig ist Vater von vier Kindern und seit September 2003 in dritter Ehe mit der Schauspielerin Claudia Wenzel verheiratet. Das Ehepaar lebt in Berlin. Neben seiner Muttersprache Deutsch spricht er auch Englisch, Französisch, Italienisch und Russisch.

## Filmografie (Auswahl)
- 1971: Karriere
- 1972: Schwarzer Zwieback (Tschornyje suchari)
- 1972: Trotz alledem!
- 1973: Polizeiruf 110: Eine Madonna zuviel (Fernsehreihe)
- 1974: Der Staatsanwalt hat das Wort: Das Gartenfest (Fernsehreihe)
- 1974: Der Staatsanwalt hat das Wort: Moderner Diebstahl (Fernsehreihe)
- 1975: Eine Pyramide für mich
- 1978: Hiev up
- 1979: Polizeiruf 110: Walzerbahn (Fernsehreihe)
- 1979: Polizeiruf 110: Am Abgrund (Fernsehreihe)
- 1980: Oben geblieben ist noch keiner
- 1980: Clausewitz – Lebensbild eines preußischen Generals
- 1981: Feuerdrachen (Fernseh-Zweiteiler)
- 1983: Frühstück im Bett
- 1989: Reise ohne Wiederkehr
- 1990: Bismarck
- 1992: Kinderspiele
- 1993: Wolffs Revier (Fernsehserie, Episode Klassenkeile)
- 1994: Tatort – Die Frau an der Straße (Fernsehreihe)
- 1995: Ein Fall für zwei (Fernsehserie, Episode Eine offene Rechnung)
- 1997: Küstenwache (Pilotfilm)
- 1997–2013: Küstenwache (Fernsehserie)
- 1998: Rosamunde Pilcher – Der Preis der Liebe (Fernsehreihe)
- 2000: Unter der Sonne Afrikas (Filmreihe)
- 2000: Klinik unter Palmen (Fernsehserie, Episode Irrwege des Schicksals)
- 2000: Doppelter Einsatz (Fernsehserie, Episode Wettlauf mit dem Tod)
- 2000: Das Traumschiff – Neuseeland (Fernsehreihe)
- 2000: Alarm für Cobra 11 – Die Autobahnpolizei (Fernsehserie, Episode Der Maulwurf)
- 2001: Das Traumschiff – Las Vegas (Fernsehreihe)
- 2001: Dr. Stefan Frank – Der Arzt, dem die Frauen vertrauen – Vergessene Liebe
- 2001: Victor – Der Schutzengel (Fernsehserie)
- 2002: Nikola (Fernsehserie, Episode Das Geständnis)
- 2003: Er oder keiner
- 2004: Im Namen des Gesetzes (Fernsehserie, Episode Doppelleben)
- 2005: Der Dicke – Kunstfehler
- 2005: Tatort – Tiefer Fall (Fernsehreihe)
- 2007: Ein starkes Team – Blutige Ernte (Fernsehserie)
- 2007: Rosamunde Pilcher – Wind über der See (Fernsehreihe)
- 2009: Das Traumschiff – Vereinigte Arabische Emirate (Fernsehreihe)
- 2009: Mörder kennen keine Grenzen
- 2012: Ein Fall für zwei (Fernsehserie, Episode Mord im Taunus)
- 2013: Rosamunde Pilcher: Zu hoch geflogen (Fernsehreihe)
- 2015: Kreuzfahrt ins Glück – Hochzeitsreise in die Türkei (Fernsehreihe)
- 2016: Inga Lindström – Willkommen in Leben (Fernsehreihe)
- 2017: Alarm für Cobra 11 – Die Autobahnpolizei (Fernsehserie, Episode Jenseits von Eden)
- 2017: In aller Freundschaft – Die jungen Ärzte (Fernsehserie, Episode Wahlverwandtschaften)
- 2017: Die Spezialisten
- 2018: Die Spezialisten – Im Namen der Opfer (Fernsehserie, Episode Ein Tag im Juni)
- 2018: In aller Freundschaft (Fernsehserie, Episode Geordnete Verhältnisse)
- 2018: Notruf Hafenkante (Fernsehserie, Episode Einsame Entscheidung)
- 2018: Soko München
- 2019: Bohemian Browser
- 2021: In aller Freundschaft – Die Krankenschwestern (Fernsehserie, Episode Der Druck steigt)

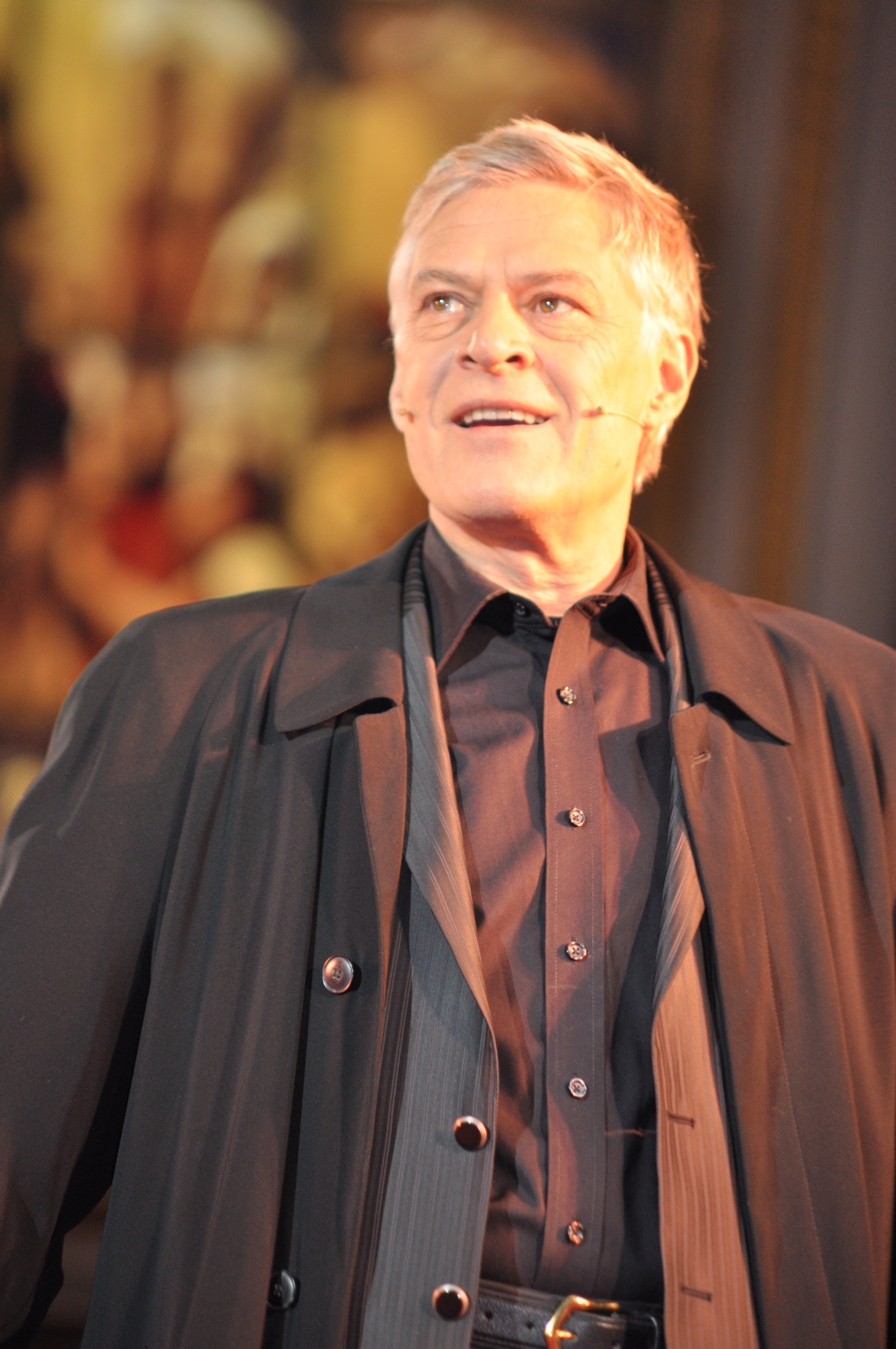
Rüdiger Joswig (2009)

## Synchronrollen (Auswahl)
Tom Berenger
- 1987: als Det. Mike Keegan in Der Mann im Hintergrund
- 1989: als Gunnery Sgt. Hayes in Geboren am 4. Juli
- 1991: als Dan Merrick in Tod im Spiegel
- 1993: als Thomas Beckett in Sniper – Der Scharfschütze

### Filme
- 1988: John Pankow als Lou Landers in Johnny be Good
- 1988: John Pankow als Dietz in Talk Radio
- 1989: Michael York als D'Artagnan in Die Rückkehr der Musketiere
- 1991: John Pankow als Italo Bianchi in Verliebt in die Gefahr
- 1994: Gary Oldman als Ludwig van Beethoven in Ludwig van B. – Meine unsterbliche Geliebte
- 2014: David Clennon als Rand Elliot in Gone Girl – Das perfekte Opfer

### Serien
- 1990: Denis Arndt als Mr. Tyler in Wunderbare Jahre
- 1990: Paul Burke als Ben Cunningham in Hawaii Fünf-Null
- 1990: Dean Stockwell als James Francis in Hart aber herzlich
- 1991: Tom Atkins als Koko Apaleka in Hawaii Fünf-Null
- 1993: Luke Askew/Ed Begley junior als Paul Tanner/Kit Sawyer in Quincy
- 1994: Lloyd Bochner als Peters in Bonanza
- 2017: Gene Bervoets als Jacques Wolkers in Tabula Rasa

## Hörspiele
- 1986: Elifius Paffrath: Die Prinzessin und der Spielmann (Spielmann) – Regie: Manfred Täubert (Kinderhörspiel – Rundfunk der DDR)
- 1986: Armenisches Volksmärchen: Anahit (Watschagan) – Regie: Uwe Haacke (Kinderhörspiel – Rundfunk der DDR)
- 1987: Wilhelm Raabe: Die Chronik der Sperlingsgasse (Strobel) – Regie: Manfred Täubert (Kinderhörspiel (2 Teile) – Rundfunk der DDR)
- 1991: Gerhard Rentzsch: Szenen aus deutschen Landen, eingeleitet und mit Zwischenberichten versehen über die Reise eines Mannes mit Pappkarton – Regie: Walter Niklaus (Hörspielreihe: Augenblickchen Nr. 4 – DS Kultur/BR)